# De Nieuws BV
De Nieuws BV is een nieuwsprogramma van BNNVARA, dat wordt uitgezonden op NPO Radio 1 op werkdagen van 12 tot 2 uur 's middags. Er was ook een televisieversie op NPO 1 (voorheen op NPO 2). Het programma wordt gepresenteerd door Natasja Gibbs (maandag tot en met donderdag) en Stephan Komduur (vrijdag). Roelof de Vries is vaste invaller. Eerder presenteerden Renze Klamer, Patrick Lodiers, Willemijn Veenhoven en Felix Meurders het programma. 

## Ontstaan
Het programma nam op 1 januari 2014 het tijdslot van Lunch! en Stand.nl over. De Nieuws BV verving de VARA- en BNN-nieuwsprogramma's Degids.fm en BNN Today, die respectievelijk werden gepresenteerd door Felix Meurders en Willemijn Veenhoven. Tot september 2015 presenteerden Meurders en Veenhoven De Nieuws BV samen. Meurders werd toen opgevolgd door Eric Corton die het programma een jaar lang samen met Veenhoven presenteerde. In augustus 2016 kondigde Corton zijn vertrek als vaste presentator aan. In 2017 nam Patrick Lodiers het stokje van Corton over. In januari 2020 stapte Veenhoven over naar het tv-programma Vroege Vogels en werd ze voor de maandag tot donderdag opgevolgd door Klamer. Lodiers bleef op de vrijdag. De Nieuws BV werd vanaf dat moment ook uitgezonden op het televisiekanaal NPO 2. Eind 2020 werd Klamer al weer opgevolgd door Gibbs, omdat Klamer het tv-programma De vooravond ging presenteren.

## Inhoud
Van maandag tot donderdag is het laatste half uur van het programma gewijd aan sport: Roelof de Vries presenteert dat onderdeel, met de naam B.V.S.C.. Sinds 2020 is op maandag 'Het Museum van de Democratie' een vast onderdeel van het programma. Verder is er op woensdag de rubriek Oh Oh Den Haag: Peter Kee en Francisco van Jole bespreken daarin het politieke nieuws. Op vrijdag is er een actuele politieke reconstructie. Eens per maand worden speeches besproken door o.a. Jurjen van den Bergh, Huib Hudig, Sywert van Lienden en Julia Wouters. Elke vrijdagmiddag is er Bureau Sport.

### Druktemakers
Het programma bevat columns van de Druktemakers Kees van Amstel, Pieter Derks, Ellen Deckwitz, Dolf Jansen, Marcel van Roosmalen, Elfie Tromp, Lisa Loeb, Janneke de Bijl en Cesar Majorana. 
Voormalige Druktemakers:
- Claudia de Breij
- Wim Daniëls
- Nynke de Jong
- Anousha Nzume
- Tom Lash
- Rayen Panday
- Özcan Akyol
- Fidan Ekiz
- Arthur Umbgrove
- Ronald Giphart

### Voormalige onderdelen
- Tijdens de Tour de France maakte Filemon Wesselink reportages in Frankrijk.
- Tijdens de Amerikaanse presidentsverkiezingen 2016 maakte Margriet van der Linden de reportageserie Looking for Victory, die opgevolgd werd door Looking for Hillary.
- Van maandag tot donderdag waren er straatreportages van Jan van de straat (Jan Peels).
- Peter van Bruggen had tot 2017 een vast wekelijks item genaamd 'Psst'.
- Sywert van Lienden en Jurjen van den Bergh bespraken elke dinsdag de Kamervragen van die week in Oh Oh Den Haag.
- In 2017 werd de 134-delige hoorspelserie De 100-jarige man die uit het raam klom en verdween uitgezonden, naar het verfilmde boek van Jonas Jonasson. Stemacteurs zijn onder anderen Erik van Muiswinkel, Joop Keesmaat, Lies Visschedijk en Cees Geel.
- Vanaf november 2016 werd iedere donderdag een half uur ingeruimd voor een radioversie van Het Lagerhuis, gepresenteerd door Felix Meurders en Francisco van Jole.
- Er waren dagelijks satirische bijdragen van Roelof van de redactie (Roelof de Vries), die op woensdag de Zaagmansquiz presenteert.
- In Het Allermooiste recenseerde een Bekende Nederlander een boek, tentoonstelling of concert.